# Glory Johnson
Glory Bassey Johnson (ur. 27 lipca 1990 w Colorado Springs) – amerykańska koszykarka występująca na pozycji silnej skrzydłowej, posiadająca także czarnogórskie obywatelstwo.
30 grudnia 2017 została zawodniczką chińskiego Guangdong Dolphins.
13 lutego 2019 podpisała umowę z chińskim Xinjiang Magic Deer. 27 lutego 2019 przedłużyła umowę z Dallas Wings.
13 lutego 2020 została zawodniczką Atlanta Dream.

## Osiągnięcia
Stan na 21 maja 2021, na podstawie, o ile nie zaznaczono inaczej.
NCAA
- Uczestniczka rozgrywek:
  - Elite Eight turnieju NCAA (2011, 2012)
  - Sweet 16 turnieju NCAA (2010–2012)
  - turnieju NCAA (2009–2012)
- Mistrzyni:
  - turnieju konferencji Southeastern (SEC – 2010–2012)
  - sezonu zasadniczego SEC (2010, 2011)
- MVP turnieju SEC (2012)
- Zaliczona do:
  - I składu:
    - SEC All-Freshman (2009)
    - SEC (2011)
    - turnieju:
      - SEC (2011, 2012)
      - Paradise Jam (2011)

    - defensywnego SEC (2011)

  - II składu Capital One All-Academic (2011)

WNBA
- Zaliczona do:
  - I składu debiutantek WNBA (2012)
  - II składu defensywnego WNBA (2013)
- Uczestniczka meczu gwiazd WNBA (2013, 2014)

Inne drużynowe
- Wicemistrzyni Rosji (2014, 2015)[6]
- Brąz Eurocup (2013)
- Zdobywczyni superpucharu Turcji (2018)[7]
- Finalistka pucharu Rosji (2014)[6]

Inne indywidualne
- Najlepsza skrzydłowa ligi rosyjskiej (2013 według eurobasket.com)[8]
- Zaliczona do (przez eurobasket.com):
  - I składu ligi:
    - rosyjskiej (2013)[8]
    - chińskiej (2017)[9]
    - zawodniczek zagranicznych ligi:
      - rosyjskiej (2013)[8]
      - chińskiej (2017)[9]

  - składu honorable mention ligi rosyjskiej (2014)[6]
- Liderka ligi rosyjskiej w zbiórkach (2013)[8]

Reprezentacja
- Mistrzyni uniwersjady (2011)